# Cantó de Samatiá
El cantó de Samatiá és un cantó francès del departament de l'Alta Viena, situat al districte de Rechoard. Té sis municipis i el cap és Samatiá.

## Municipis
- La Chapéla Mont Brandeu
- Dornasac
- Maisonès
- Marvau
- Pansòu
- Samatiá

## Història
| Data d'elecció                           | Identitat        | Partit | Qualitat |
| ---------------------------------------- | ---------------- | ------ | -------- |
| 1964-1988                                | André Marcillaud | PCF    |          |
| 1988-2001                                | Marcel Darcy     | ADS    |          |
| 2001-                                    | Claude Pauliat   | ADS    |          |
| les dades anteriors no són pas conegudes |                  |        |          |
|                                          |                  |        |          |

## Demografia
| 1962  | 1968  | 1975  | 1982  | 1990  | 1999  | 2006  |
| ----- | ----- | ----- | ----- | ----- | ----- | ----- |
| 4.572 | 5.136 | 4.557 | 4.063 | 3.662 | 3.407 | 3.335 |